# Victor Ruffy (Politiker, 1937)

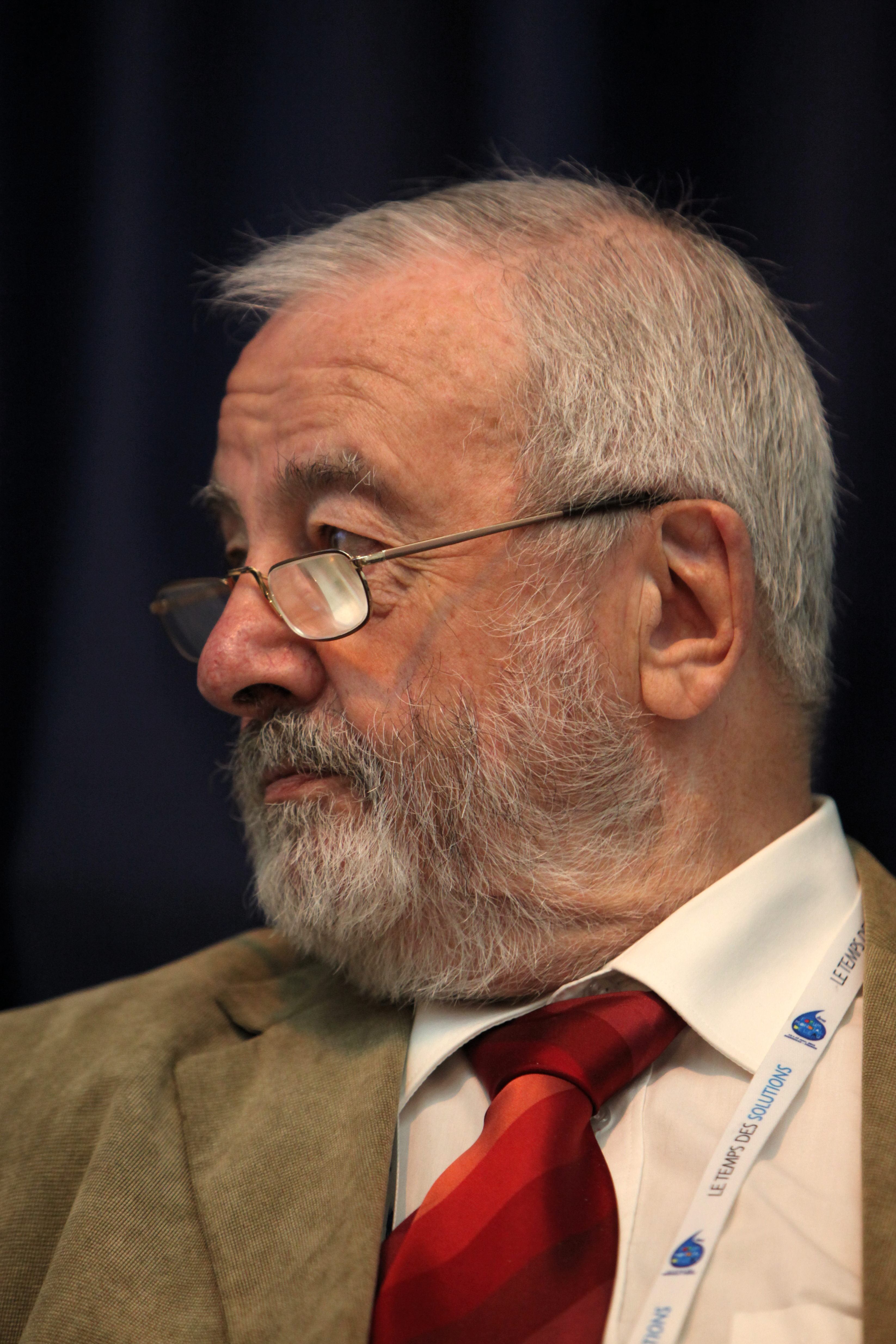
Victor Ruffy (2012)

Victor Ruffy (* 11. Januar 1937 in Bern; † 19. März 2016 in Riex, VD) war ein Schweizer Politiker (SP).
Victor Ruffy stammte aus einer Politikerfamilie: sein gleichnamiger Urgrossvater Victor Ruffy und sein Grossvater Eugène Ruffy waren beide Bundesräte. Im Unterschied zu seinen freisinnigen Vorfahren war er Mitglied der Sozialdemokratischen Partei.
Nach einem Lizenziat in Geografie an der Universität Lausanne arbeitete Ruffy beruflich von 1963 bis 1999 als Forschungsbeauftragter im Bereich Raumplanung. 1989 veröffentlichte er eine Dissertation zur Entwicklung des Bodenmarktes im Kanton Waadt. 1989 bis 1999 war er Präsident der Westschweizer Sektion der Schweizerischen Vereinigung für Landesplanung (ASPAN-SO).
Ruffy engagierte sich auf allen Ebenen der Politik, von der Gemeinde bis zum Europarat. Er stieg 1974 in die Gemeindepolitik von Morrens ein und gehörte 1978 bis 1983 dem Waadtländer Kantonsparlament an. Von 1982 bis 1999 vertrat er den Kanton Waadt im Nationalrat. Er setzte einen Schwerpunkt in der Aussenpolitik und war Mitglied der Aussenpolitischen Kommission des Nationalrates und der parlamentarischen Delegation des Europarates.
Im Amtsjahr 1989/1990 leitete er die Sitzungen des Nationalrates als dessen Präsident.
Auch nach seinem Rückzug aus der Bundespolitik blieb er aktiv. So leitete er beispielsweise eine Gruppe von Wahlbeobachtern des Europarates bei Gemeindewahlen in Kosovo.
Von Albanern in der Schweiz wurde sein Einsatz für die Mitgliedschaft Albaniens im Europarat und seine grosse Unterstützung für die albanische Diaspora in der Schweiz hervorgehoben.